# Публий Туруллий
Де́цим (или Пу́блий) Туру́ллий (лат. Decimus/Publius Turullius (Panthera); казнён в 30 году до н. э., о. Кос, Римская республика) — римский государственный деятель из плебейского рода Туруллиев, квестор 44 года до н. э. Один из убийц Гая Юлия Цезаря.

## Биография
О ранних годах жизни Туруллия ничего не известно. По-видимому, он, всё-таки, принимал участие в убийстве Гая Юлия Цезаря 15 марта 44 года до н. э.
Он был квестором в Вифинии в том же 44 году. В 43 году до н. э., как сообщает Гай Кассий Пармский в письме Цицерону, Публий командовал одним из четырёх флотов, которые преследовали флот Долабеллы (этим флотом командовал Луций Фигул). Тремя другими командовали Гай Кассий Пармский, Патиск и Секстилий Руф.

Я преследовал флот Долабеллы, над которым начальствовал Луций Фигул, который, часто подавая надежду на переход на нашу сторону и всегда уклоняясь от этого, наконец направился в Корик и начал держаться, запершись в гавани. Оставив тот флот, так как я полагал, что лучше достигнуть лагеря, и так как следом, под начальством квестора Туруллия, шел другой флот, который в прошлом году снарядил в Вифинии Тиллий Кимвр, я направился к Кипру. О том, что я узнал там, я пожелал написать вам возможно скорее.— Cic. ad Fam., XII, 13
После поражения при Филиппах Туруллий ушел с остатками флота на Восток. В 42 г. вместе с Кассием и Клодием собрал флот на Востоке. Впоследствии перешёл на сторону Антония, при котором, как сообщает Валерий Максим, находился в должности префекта. Дион Кассий сообщает, что Публий находился с Антонием в дружественных отношениях, но после поражения при Акциуме Антоний выдал его Октавиану, который приказал казнить его. Приговор был исполнен на острове Кос.
Валерий Максим считает его казнь наказанием бога Эскулапа:

Не менее деятельным мстителем за пренебрежение религией стал и его сын Эскулап. Разгневавшись на Туруллия, префекта Антония, за то, что тот вырубил священную рощу близ его храма, откуда добывалась древесина для строительства кораблей, он, после того как сторонники Антония были наголову разбиты, увлек его ясно выраженной божественной волей в то место, которое тот осквернил, и именно там в искупление вины за погубленные деревья Туруллий, причастный к смерти Цезаря, был умерщвлен воинами-цезарианцами. Точно так же бог явил возможность избавления от наказания для преступивших, а благоговение, которое всегда испытывали к нему верующие, он приумножил.— Valerius Maximus. Factorum et dictorum memorabilium libri novem. I. XIX.